# The Bonnie Hunt Show
The Bonnie Hunt Show foi um talk show estadunidense apresentado pela atriz e comediante Bonnie Hunt. O programa estreou em 8 de setembro de 2008. Já a segunda temporada estreou em 8 de setembro de 2009.
Em 7 de dezembro de 2009 foi anunciado que o programa não teria uma terceira temporada e seu episódio final foi ao ar em 26 de maio de 2010, com reprises exibidas  até 3 de setembro.
O primeiro entrevistado  do programa foi o ator Robin Williams. Já a primeira entrevistada musical foi a cantora Meiko. O show era muito semelhante a outros programas do mesmo  formato, como  The Ellen DeGeneres Show e o The Rosie O'Donnell Show.